# Синарна (заказник)
Синарна — гідрологічний заказник місцевого значення. Оголошений відповідно до рішення 5-ї сесії 23-го скликання Вінницької облради від 29.04.99 р.
Заказник площею 27,7 га розташований на території Стрижаківської сільської ради в долині безіменного струмка на північний захід від села Синарна Оратівського району Вінницької області, в межах землекористування колективного сільськогосподарського підприємства «Світанок».
За фізико-географічним районуванням України (1968) ця територія належить до Плисківсько-Оратівського району Центральної області Придніпровської височини Дністровсько-Дніпровської лісостепової провінції Лісостепової зони. Для цієї області характерними є сильно розчленовані лесові рівнини з чорноземними ґрунтами та грабовими дібровами, тобто з геоморфологічної точки зору описувана територія є підвищеною сильно розчленованою лесовою рівниною.
Клімат території помірно континентальний. Для нього характерне тривале, нежарке літо, і порівняно недовга, м'яка зима. Середня температура січня становить -6,5°… -6°С, літня і 18,5°…+ 19,0°С. Річна кількість опадів становить 525—550 мм.
За геоботанічним районуванням України ця територія належить до Європейської широколистяної області, Подільсько-Бессарабської провінції, Вінницького (Центральноподільського) округу.
Заказник є обводненим високотравним болотом із переважанням рогозу широколистого, що утворює тут густі й високі зарості. У флорі заказника представлені типові болотні види, такі як осока омська, несправжньосмикавцева, струнка; вех широколистий, омег водяний, калюжниця болотяна, калюжниця рогата, чистець болотяний, гірчак перцевий, валеріана висока тощо.
У ставку водяться характерні для Вінницької області види риб: карась сріблястий, окунь звичайний, короп, плітка, краснопірка.
Отже, територія заказника «Синарна» вирізняється своєю мальовничістю, наявністю рідкісних видів флори і типових видів фауни, а також рідкісних угруповань водно-болотної рослинності.